# Zygmunt Nowakowski (działacz)
Zygmunt Nowakowski pseud. Zygmunt, Mały, Edmund, Zygmunt Nawrocki (ur. 21 maja 1889 w Warszawie, zm. 28 grudnia 1957 w Łodzi) – polski szewc, urzędnik, działacz komunistyczny i związkowy.

## Życiorys
Syn stolarza Józefa, skończył szkołę powszechną i kursy zawodowe. Od 1905 był szewcem w Warszawie, później w Radomiu i 1920-1939 w Łodzi. Od 1905 działacz SDKPiL i Związku Zawodowego Szewców i Kamaszników (ZZSzK). Uczestnik strajków, pracy politycznej i oświatowej podczas rewolucji 1905-1907. Na kilka miesięcy aresztowany za działalność rewolucyjną, po zwolnieniu nadal działał w SDKPiL i związkach zawodowych. Od 1914 sekretarz Komitetu Dzielnicowego (KD) SDKPiL Stare Miasto, następnie Powązki. Członek Zarządu ZZSzK. Od maja 1918 na polecenie Zarządu Głównego SDKPiL odbudowywał organizację partyjną i ruch związkowy w Radomiu; został tam również członkiem Zarządu oddziału Związku Zawodowego Robotników Przemysłu Skórzanego (ZZRPS). Współzałożyciel organizacji KPRP w Radomiu. 1919-20 działacz Okręgowego Wydziału Zawodowego KPRP w Warszawie. Członek Zarządu Oddziału, a od 1920 Zarządu Głównego ZZRPS. Wziął udział w ogólnokrajowym zjeździe związku, na którym został aresztowany i osadzony w X Pawilonie Cytadeli Warszawskiej, później w więzieniu we Wronkach i Dąbiu p. Krakowem, skąd zbiegł 9 XI 1920. Przeniósł się do Łodzi, gdzie występował pod przybranym nazwiskiem Zygmunt Nawrocki. Członek KD KPRP/KPP Łódź-Górna i Zarządu Klasowego Związku Szewców i Kamaszników. X 1921 w Łodzi założył Robotnicze Stowarzyszenie Niesienia Pomocy Głodującej Rosji, którego działalność władze RP uznały za "wybitnie antypaństwową". 31 I 1922 został aresztowany i 19 II 1923 skazany w Łodzi na 5 lat więzienia; po apelacji wyrok zmniejszono do 3 lat. Po wyjściu z więzienia w Sieradzu w 1926 został członkiem KD KPP Łódź-Śródmieście. Do 1931 działał też w legalnej PPS-Lewicy. W 1926, 1927, 1935 i 1936 był organizatorem strajków powszechnych szewców w Łodzi i członkiem komitetów strajkowych. W marcu 1936 współorganizował poparcie strajku powszechnego włókniarzy, a IX 1936 uczestniczył w kampanii wyborczej do Rady Miejskiej. Od IX 1939 do 1943 był robotnikiem w Mechanicznej Fabryce Obuwia O. Heina w Łodzi, później przerwał pracę z powodu choroby Buergera. Od stycznia 1945 członek PPR, funkcjonariusz KD PPR w dzielnicy Księży Młyn w Łodzi. III-X 1945 kierownik oddziału Urzędu Informacji i Propagandy. Od 1945 sekretarz komisji organizacyjnej ZZRPS. XI 1945 - XII 1945 wyłączony z działalności z powodu złego stanu zdrowia, później był kierownikiem referatu personalnego w Państwowych Zakładach Przemysłu Bawełnianego nr 1, później w Fabryce Cukrów i Czekolady "Społem". Od XI 1951 wicedyrektor Szpitala Chorób Skórnych nr 11 w Łodzi. Od 1953 na rencie. W 1955 odznaczony Orderem Sztandaru Pracy I klasy. Pochowany na cmentarzu Doły.